# 信号发生器
信號發生器，通常細分為函數信號發生器、任意波形發生器、射頻微波信號發生器、邏輯信號形發生器等等，是一個用於產生重複或不重複的電子信號（模擬或數字電子技術領域均可）的電子裝置。它們通常用在設計、試驗、維修電子或電聲器件和對其故障排除等工作上。
許多不同類型的信號發生器相應地具有不同的功能和應用（以及不同程度的價格）。在一般情況下，沒有任一設備能夠應用於所有可能的場合。
傳統的信號發生器都是以硬件單元形式使用的。但自多媒體電腦時代以來，靈活的、可編程的軟件音調發生器也屢見不鮮。

## 通用信號發生器

### 函數發生器
函數發生器通常用於產生簡單重複的函數性波形。

### 任意波形發生器
任意波形發生器（Arbitrary waveform generators, AWG）是一種複雜的信號發生器，可以讓用戶在額定的頻率，準確性和輸出範圍之內產生任意的波形。